# Ramon Aguilar i Moré
Ramon Aguilar i Moré (Barcelona, 1924 - ibídem, 23 de setembre de 2015) fou un pintor català.

## Biografia
Descendent de la saga de fotògrafs Napoleón, pioners d'aquest art i introductors del cinema a Barcelona, i amb un pare cardiòleg que en la seva joventut també es va iniciar en la pintura, la seva passió des de nen per captar la imatge en moviment el va portar a ser un excel·lent dibuixant. Ramon Aguilar i Moré va estudiar en el col·legi Blanquerna, on va coincidir amb els també futurs pintors Ramon Rogent, Jordi Mercadé i Antoni Guansé. Al costat de la seva família va passar la guerra civil a Amélie les Bains (França) i allí va començar a dibuixar i pintar aquarel·les. De tornada a Espanya, i un cop finalitzat el batxillerat, el 1945 va assistir a classes de dibuix a la Reial Acadèmia Catalana de Belles Arts de Sant Jordi (Barcelona). Però, al cap de tres mesos la va abandonar insatisfet i va començar a freqüentar l'estudi del pintor i escenògraf Oleguer Junyent, on va treballar entre 1945 i 1948. Aguilar Moré sempre va considerar que Junyent havia estat el seu únic mestre. No obstant això, ell va ser un artista de formació principalment autodidacta que va fugir d'influències i escoles.
Entre 1946 i 1947 va haver de internar-se en el sanatori del Brull afligit de tuberculosi, període que, no obstant això, va ser extremadament prolífic en dibuixos i aquarel·les i on va coincidir amb el pintor i gravador Evarist Vallès, amb el qual va establir una llarga amistat. Ja plenament recuperat, el 1951 va fer la seva primera estada a París, meta en aquella època de l'art europeu, a la qual van seguir altres en aquesta mateixa ciutat i a la de Cannes que van contribuir a perfilar el seu estil i paleta. El 1953 va contreure matrimoni amb Anna Mª Vila Puigdefàbregas (1928-1992), que al llarg de la seva vida va ser a més el seu principal suport professional. Ella li va fer conèixer el poble de Cadaqués (Girona), localitat amb la que a partir de llavors va mantenir una estreta relació i on va residir intermitentment. Allí va establir amistat amb altres pintors com Salvador Dalí, Joan Josep Tharrats, Joan Ponç, Rafael Durancamps, Modest Cuixart, Josep Roca-Sastre i Ignacio Iturria, i els escriptors Noel Calef i Lluís Romero, amb tots els quals va col·laborar en nombrosos projectes artístics.
Va morir vidu a Barcelona el 23 de setembre de 2015.

## Obra artística
Pintor eminentment figuratiu i expressionista, durant els anys cinquanta va estar fortament influït pel cubisme i la pintura naïf. A partir dels anys setanta, però, la seva pintura va adquirir una figuració plenament realista i es va tornar més intensa en color i textura, estil que no abandonaria fins a la seva mort. Pintor de la realitat quotidiana, va ser prolífic en retrats, natures mortes i paisatges. Però, on sens dubte millor va expressar els seus dots va ser en la captació del ritme. Així ho testifiquen els seus centenars de dibuixos i olis de dansa, ballet i, sobretot, jazz, així com els diversos llibres que ha publicat sobre aquests temes. Encara que la seva obra principalment consisteix en dibuixos, aquarel·les i, sobretot, olis en paper, fusta i llenç, en els seus primers anys d'activitat artística també va fer estampats tèxtils i més tard va conrear la litografia i l'escultura. El 1954 va investigar junt el fotògraf Ramon Bargués la utilització de la llum en el dibuix. Fruit d'aquesta recerca innovadora va ser una col·lecció d'imatges delineades en el buit mitjançant una llanterna i realitzades en una habitació fosca davant la càmera. La trajectòria de la font lluminosa quedaria gravada a la placa fotogràfica, component així un dibuix que l'ull humà no hauria pogut veure i que tots dos artistes van denominar "fisiogrames". Entre els anys cinquanta i setanta també va il·lustrar nombrosos llibres.
Va exposar per primera vegada en una col·lectiva el 1949 a la sala Rovira de Barcelona, i a aquesta li va seguir una ininterrompuda successió de més de cent cinquanta exposicions individuals i moltes altres de col·lectives que el van convertir en un artista ben conegut tant a Espanya (Barcelona, Madrid, Bilbao, Santander, València, Girona, Mallorca, Reus, la Corunya, etc) com a l'estranger (París, Filadèlfia, Denver, Nova York, Londres, Chicago, Brussel·les, Newport, Ulm, Bèrgam, Luxemburg, Viena, etc). Al llarg de la seva vida va rebre nombrosos premis i distincions, i la seva obra es conserva, a més d'en moltes col·leccions particulars, en diversos museus i col·leccions públiques.

## Premis i reconeixements.[2]
- Primer Premi de Figura Santa Dorotea. 1953.

- Medalla d'Or de l'Ajuntament de Palma. 1955.
- Premi Sant Jordi de la Diputació de Barcelona. 1955 i 1957.
- Primer Premi de Pintures dels II Jocs de la Mediterrània. 1955.
- Primer Premi de la Diputació d'Oviedo. 1959.
- Premi Nacional de Belles Arts. 1960.
- Primer Premi de Pintura Miquel Carbonell. 1969.
- Premi de la Cambra de Comerç i Indústria de Madrid. 1982.

## Museus i col·leccions.[2]
- Museu de Pintura Estrada, Barcelona.
- Museo de Arte Contemporáneo, Madrid.
- Museu de Cadaqués, Cadaqués, Girona.
- Fons d'Art de l'Ajuntament de Barcelona.
- Col·lecció de l'Ajuntament d'Oviedo.
- Museu de la Diputació Provincial de Barcelona.
- Museu del Barcelona Club de Futbol, Barcelona.
- Museu Perrot-Moore, Cadaqués, Girona.
- Musée Olympique de Lausanne, Suissa.
- Mural a l'Aeroport de Barcelona.
- Museo Iconográfico del Quijote, Guanajuato, Fundación Cervantina de Mèxic.
- Museu Abelló, Mollet del Vallés, Barcelona.
- Museo Massó, Xunta de Galicia, Bueu, Pontevedra.

## Il·lustració de llibres.[2]
- “La Singular Història d'un Club de Tennis" de Carles Sindreu, 1954.
- "Queremos vivir" de Cecil Roberts, Editorial Luis de Caralt, 1959.
- "El Oro de la Piel" de C. Virgil Gheorghiu, Editorial Luis de Caralt, 1960.
- "Don Quijote de la Mancha" de Miguel de Cervantes, Editorial Marín, 1961.
- "El Americano Impasible" de Graham Greene, Editorial Luis de Caralt, 1961.
- "Carmen" de Merimée, Electra Artes Gráficas, 1962.
- "Carmen" de Mérimée, versión en francés por H. Meilhac & L. Malévy, EDART, Barcelone, Edicion en francés. 1962.
- "Nadie debería morir..." de Frank G. Slaughter, Editorial Luis de Caralt, 1962.
- "El Clown" d'Alfred Kern, Editorial Luis de Caralt, 1962.
- "Los atracadores" de Tomás Salvador, Editorial Luis de Caralt, 1962.
- "Viento del Este, Viento del Oeste" de Pearl S. Buck, Editorial Luis de Caralt, 1963.
- "Los que vivimos" d'Ayn Rand, Editorial Luis de Caralt, 1963.
- "Aventura en Moscú" de Cecil Roberts, Editorial Luis de Caralt, 1963.
- "Tierra Trágica" d'Erskine Caldwell, Editorial Luis de Caralt, 1963.
- "Don Quijote de la Mancha" de Miguel de Cervantes, Edicions Nauta, 1965.
- "La Españolada" de Rafael Manzano, Editorial Luis de Caralt, 1965.
- "Los Cuentos de Canterbury" de Geoffrey Chaucer, Editorial Marte, 1967.
- "Crimen y Castigo" de Fiodor Dostoyevski, Edicions Nauta, 1968.
- "Los Hermanos Karamazov" de Fiodor Dostoyevski, Edicions Nauta, 1968.
- "Guerra y Paz" de Leon Tolstoi, Ediciones Nauta, 1970.
- "Naná" d'Émile Zola, Ediciones Nauta, 1971.
- "El Diablo en el Cuerpo" de Raymond Radiguet, Ediciones Nauta, 1971.

## Monografies
- Ballet. Text de Sebastià Gasch (Barcelona: Pentágono, 1958)
- Quince años de pintura de Aguilar Moré. Text de Rafael Santos Torroella (Barcelona: Editorial Miguel Lerín, 1965)
- Aguilar Moré. Text de Sebastià Gasch i Francisco Draper Barcelona: Nauta, 1971)
- Aguilar Moré. (Bilbao: Maestros Actuales de la Pintura y Escultura Catalanas. La Gran Enciclopedia Vasca, 1974)
- Aguilar Moré. Text de Cesáreo Rodríguez Aguilera (Barcelona: Danae, 1976)
- Aguilar Moré. Text de Lluís Romero i Joan Iriarte, (Barcelona: Àmbit, 1983)
- 30 Anys de Jazz, vistos per Aguilar Moré. Text d'Alfred Papo i Jordi Suñol, Barcelona: Aura, 1986)
- 50 Anys de Dibuixos d'Aguilar Moré. Text de Carles Barral i Altet (Barcelona: Nonell, 2004)
- Aguilar Moré. Obra 1950-2005 (Barcelona: GA Ediciones, 2005)
- Fisiogramas, 1954 (Palamós: Ediciones Trébol 4, 2008)
- 60 Anys de Pintura d'Aguilar Moré. Text de Josep Mª Cadena (Sant Cugat del Vallés: Sala Rusiñol, 2009)
- 65 Años de Jazz. Text de Ramón Aguilar Moré.Albert Mallofré i Gerardo Cañellas (Barcelona: Carena, 2011)